# طوق البنات (مسلسل)
طوق البنات مسلسل سوري بيئة شامية أنتج الجزء الأول عام 2014م من تأليف أحمد حامد من أخراج د.محمد زهير رجب(ج1و4) إياد نحاس{ج2و3} من بطولة رشيد عساف تاج حيدر امارات رزق منى واصف يامن حجلي ليلى جبر فاديا خطاب

## قصة المسلسل
تحكي رواية طوق البنات قصة واقعية من واقع دمشق القديمة، تتناغم احداثها بين أزقة دمشق، تروي الرواية قصة طوق البنات وهو الطوق الذي اشتراه والد الفتيات لابنته الصغيرة وجه السعد، وبنصيحة من زوجته يقرر ان يوزع خرزات الطوق على بناته لكي يكون لكل منهن خرزة تعلق على صدرها، وبلحظة انتقام من والد البنات بعد أن اعتقد أحدهم بأن والدهم يتعامل مع المحتل الفرنسي فيقدم على خطف اصغر بناته واغلاهم على قلبه وجه السعد وذلك انتقاماً منه وهذا يعني بأن طوق البنات قد انفرط بضياع أحد هذه الخرزات، تسرد الرواية معاناة أهل وجه السعد «مال الشام» بعد فقدانها وخاصة بعد أن قُتل من خطفها قبل ان يخبر والدته أو أي شخص كان عن هوية البنت المخطوفة لكي يموت وتموت معه حقيقة خطفه للبنت الصغيرة وتموت معه كل الاسرار لتعيش البنت في بيت غريب وكأنها تنلاتهم، الا ان يقع من قام برعايتها في حب عميق وصامت بينه وبين نفسه هل هو حب ابوي ام عشق عذري.
```
يتقدم الكولونيل فرانس بطلب يد مريم ابنة أبو طالب فيرفض ان يزوجها له بسبب إختلاف الديانة من ثم يخرج المحتل الفرنسي عام ١٩٤٦.
```

## البطولة
- رشيد عساف (أبو طالب/نور الدين القنواتي)
- منى واصف (أم عباس) (الجزء الأول)
- فاديا خطاب (أم حسان) (الجزء الأول والثاني والثالث)
- تاج حيدر (مريم)
- يامن حجلي (أبو العباس/حمزة الجابري) (الجزء الأول والثاني والثالث)
- هيا مرعشلي (وجه السعد/مال الشام)
- ديمة قندلفت (كاميليا) (الجزء الأول والثاني)
- مهيار خضور (الكولونيل فرانس) (الجزء الأول والثاني)
- ليلى جبر (أم طالب)
- نادين (ماري) (الجزء الأول والثاني)
- فايز قزق (أبو عزيز) (الجزء الأول)
- جمال قبش (الحاكم العسكري) (الجزء الأول)
- روعة السعدي (صالحة)
- حسام تحسين بيك (أبو خضر) (الجزء الأول والثاني)
- علي كريم (أبو مرعي) (الجزء الأول والثاني والثالث)
- ضحى الدبس (أم عماد) (الجزء الأول والثاني والثالث)
- سوسن ميخائيل (أم صابر)
- رياض نحاس (الشيخ عبد الرحمن)
- عبد الرحمن أبوالقاسم/أيمن بهنسي (أبو عدنان)
- علي سكر (طلال) (الجزء الأول والثالث والرابع)
- وسيم الرحبي (محسن) (الجزء الأول والثاني والثالث)
- فايز أبو دان/صالح الحايك (الشيخ عمر)
- تولاي هارون (أم مرعي) (الجزء الأول والثاني والثالث)
- يحيى بيازي (ناصر) (الجزء الأول والثاني)
- طارق عبدو (صابر) (الجزء الأول)
- كرم شعراني (النقيب فخري) (الجزء الأول)
- وليد حصوة (بدر الدين)
- علاء عساف (محمد)
- أسامة دبور (عبيد)
- فادي الشامي (صفوان) (الجزء الأول)
- وسيم قزق (الجزء الأول)
- رامز أسود (عباس) (الجزء الأول)
- محمد خير الجراح (فريز النور) (الجزء الأول)
- أندريه سكاف (أبو فهمي) (الجزء الأول والثاني)
- سمير الشماط (الجزء الأول والثاني والثالث)
- هيثم جبر (الجزء الأول والثاني والثالث)
- إيمان عبد العزيز (أم محسن)
- طارق مرعشلي (واصف) (الجزء الأول)
- ألان زغبي (الكولونيل ميشيل)
- معن عبد الحق (أبو الهول) (الجزء الأول والثاني والثالث)
- طارق الشيخ
- نبيل الزغبي
- عبد الفتاح مزين
- تولين البكري (سكينة)
- مازن عباس
- نزار أبو حجر (أبو شاكر)
- وائل زيدان (أبو لمعي)
- مرح ديوب (نادية)
- راما الراشد (عزيزة) (الجزء الثالث)

## الجزء الثاني والثالث
بعد انتهاء الجزء الأول من العرض في رمضان أعلنت شركة قبنض للإنتاج الفني عن نيتها عن تصوير جزء ثاني وثالث للمسلسل بسبب النجاحات الباهرة التي حققها المسلسل. وتم استبدال المخرج محمد زهير رجب بالمخرج إياد نحاس وصور الجزء الثاني بعودة ممثلين الجزء الأول بوجود شخصيات جديدة بممثلين جدد مثل إمارات رزق وجوان الخضر وعرض الجزء الثاني على عدة قنوات ومنها التلفزيون السوري والتلفزيون الأردني وتلفزيون الجديد. وفي 2016 عرضت إم بي سي الإعلان التشويقي للموسم الثالث حيث سيتم عرضه على موقع شاهد بلس.

## الجزء الرابع
أعلنت شركة قبنض في وقت متأخر عن نيتها إنتاج جزء رابع من المسلسل وفي ال 20 مارس 2017 دارت كاميرا المخرج محمد زهير رجب في الحارات الدمشقية لتصوير الجزء الجديد الذي كتبه أحمد حامد وعرض خلال شهر رمضان 2017 ويتناول في حلقاته ال33 نضال «أبو طالب» ومواقفه الوطنيّة والأخلاقيّة التي تزيد من حدّة عداء الخصوم له، وتُهدّد بشكل دائم زعامته للحارة. وبعد موت «مراد آغا»، في حين ترفض زوجته «لمعات» الإستسلام، لتنقل المواجهة بينها وبين «أبو طالب» بدافع الحب.
دخل الجزء الرابع نجوم جدد كتولين البكري نزار أبو حجر وائل زيدان أيمن بهنسي عبد الفتاح مزين مرح ديوب أسامة السيد يوسف مجد نعيم ماريا رحماني رشا إبراهيم رانيا أسعد أشرف غيبور وغيرهم وغاب عنه يامن حجلي بشخصية حمزة الجابري أبو العباس بتعلة سفره للجزائر ومشاركته بالثورة هناك والفنانة القديرة فاديا خطاب وإيمان عبد العزيز ووسيم الرحبي وراما الراشد وصباح عيد وعبد الرحمن أبو القاسم وزهير رمضان وصباح بركات وريم معروف وعلي كريم وتولاي هارون ورضوان عقيلي بسبب موت شخصيته في الجزء الثالث وغيرهم...
تعرض هذا الجزء لإنتقادات لاذعة بسبب تمطيط الأحداث ولكن الجمهور أشاد بدقة إخراج د.محمد زهير رجب بعد أن تعرض لإنتقادات لاذعة في الجزئين الفارطين حينما قام بإخراجه إياد نحاس وحظي بعرض على أكثر من تسع محطات ومشاهدة عالية والآن يتم تصوير الجزء الخامس.

## قصة وسيناريو وحوار
- احمد حامد
- رجاء الشغري

## الإخراج
- د.محمد زهير رجب (ج1و4)
- إياد نحاس (ج2و3)